# Seč (Slovacchia)
Seč (in ungherese Divékszécs) è un comune della Slovacchia facente parte del distretto di Prievidza, nella regione di Trenčín.